# Dog & Scissors
Dog & Scissors (яп. 犬とハサミは使いよう ину то хасами ва цукайё:, Пёс и ножницы) или просто InuHasa (яп. 犬ハサ Инухаса) — серия японских ранобэ, автором которых является Сюнсукэ Сарай, а иллюстратором Тэцухиро Набэсима. Студией Gonzo была создана аниме-адаптация, которая начала транслироваться по телеканалу AT-X с 1 июля 2013 года. Американский веб-сайт Crunchyroll приобрёл права на сериал для показа на территории США.

## Сюжет
Кадзухито Харуми, обыкновенный японский ученик старших классов, помешан на книгах до такой степени, что не может и дня прожить без них, его любимая писательница — Акияма Синобу, однако последний том её романа не выходил почти целый год и Кадзухито поклялся, что не умрёт, пока не прочитает последний том. Однажды вечером в кафе, где остановился Харуми вламывается грабитель с оружием и угрожает убить девушку, однако Кадзухито нападает на него при попытке обезвредить и грабитель стреляет в парня, убив его на месте. Находясь на границе потустороннего мира, желание Харуми прочитать последний том романа оказывается настолько сильным, что высшие силы решают вернуть парня на землю, но… в виде собаки. Девушка, которую перед смертью спас Кадзухито решает забрать пса к себе в квартиру, так как единственная может слышать его мысли. Так начинается совместная жизнь Кадзухито и Кирихимэ.

## Список персонажей
- Кадзухито Харуми (яп. 春海 和人 Харуми Кадзухито)

Главный герой истории. Питает неудержимое влечение к книгам, отказался уезжать с семьёй в другой город, мотивируя это тем, что там книги выходят с опозданием. Книги в его комнате занимают половину всей площади, к которым парень относится как к «детям». Его самая любимая писательница — Акияма Синобу. После смерти его желание прочитать последний том романа Акиямы был настолько силён, что Кадзухито вернулся на землю в облике собаки, и почти неделю просидел в зоомагазине. Из-за того, что всё это время Кадзухито не читал книги, у него начался невроз. Позже его к себе забирает жить Кирихимэ, которая единственная может читать мысли пса. После долгого пребывания в теле пса, Кадзухито немного отошёл от книжной одержимости. На источниках помогает ей Бороться с нападающими. Впоследствии влюбляется в Кирихиме.
Сэйю: Такахиро Сакурай
- Кирихимэ Нацуно (яп. 夏野 霧姫 Нацуно Кирихимэ)

Известная писательница, пишет книги разных жанров под псевдонимом Синобу Акиямы. Впервые встретилась с Кадзухито, когда на кафе напал грабитель. После смерти парня стала слышать его мысли и пришла на их голос, забрав пса к себе домой жить в знак благодарности за спасение. Умеет хорошо готовить и сражаться, как она утверждает, постигает такие навыки, чтобы её сюжет в книгах был более реалистичным, имеет также собственную онлайн-энциклопедию «Кирипедию». Орудует ножницами, которыми моментально может порезать даже железные прутья. Периодически угрожает Кадзухито, когда тот указывает на её маленькую грудь и другие недостатки. Сама же Кирихимэ очень любит унижать и угрожать Кадзухито, но тем не менее влюблена в него и беспокоится о его благополучии в критических моментах. Её сестра работает полицейским.
Сэйю: Марина Иноуэ
- Мадока Харуми (яп. 春海 円香 Харуми Мадока)

Младшая сестра Кадзухито, имеет короткие рыжие волосы. Будила его по утрам. Носит дома костюм горчичной. Позже узнаёт о том, что Кадзу стал собакой и выкрала его. Враждует с Кирихиме, но очень быстро их вражда превращается в дружеские отношения. Любит делать карри, но готовит очень плохо. Использует в качестве оружия супер-нож, которые может трансформироваться в бензопилу или пушки. Сначала поверила, что Кадзухито является собакой, но после боя с Кирихимэ, перестала верить в это.
Сэйю: Кана Асуми
- Судзуна Хиираги (яп. 柊 鈴菜 Хиираги Судзуна)

Редактор Акиямы Синобу и её поклонница. Безумная девушка с серебристыми волнистыми волосами и фиолетовыми глазами. Как и Кирихимэ, может понимать мысли Кадзухито. Искала его долгое время и считает, что она является злым богом и господином Зергеномом. Намеревается управлять миром духов и стать императрицей демонов «Мгангу». Имеет мазохистские наклонности и получает сильное удовольствие, когда Кирихимэ угрожает ей и ждёт «новых побоев и порезов» от неё.
Сэйю: Сидзука Ито
- Хами Осава (яп. 大澤 映見 О:сава Хами)

Стеснительная девушка бывшая одноклассница Казухито. Писатель.
Сэйю: Аи Какума
- Макиси Акидзуки (яп. 秋月 マキシ Акидзуки Макиси)

Известная певица, имеет длинные светлые волосы. Написала известную книгу Color-age после чего начала профессию айдору. Самовлюблённая девушка, которая любит находится в центре внимания. Так как книги Акиямы Синобу составляют конкуренцию для её книг, она всё время преследует Кирихимэ, провоцируя её на драку. Когда Макиси забывается, то её насильно уносит слуга Даймон. Противопоставляет себя и Кирихимэ, как свет с тьмой.
Сэйю: Ю Сэридзава
- Сати Морибэ (яп. 森部 佐芽 Морибэ Сати)

Горничная, пока что о ней известно очень мало.
Сэйю: Тива Сайто
- Тодзи Накахара (яп. 中原 冬至 Накахара То:дзи)

Уголовный преступник, который убил Кадзухито. Он ярый фанат книг Нацуно и ведёт сражения, руководствуясь сюжетом из её книг. Из-за того, что том последнего романа не выпускался целый год, Тодзи обезумел.
Сэйю: Рикия Кояма
- Киёси Инукай (яп. 犬飼 潔 Инукай Киёси)

Афрояпонец и хозяин зоомагазина, в который попал Кадзухито сразу после своего воскрешения.
Сэйю: Ватару Хатано

## Интересные факты
- В 1 серии на 14:29 секунде Кадзухито говорит, что Кирихимэ не должна вести себя, как женщина-шпион. Это прямая отсылка к Джеймс Бонду[3].